# Protaetia jacobsoni
Protaetia jacobsoni är en skalbaggsart som beskrevs av Moser 1917. Protaetia jacobsoni ingår i släktet Protaetia och familjen Cetoniidae. Inga underarter finns listade i Catalogue of Life.